# هجوم المستشفى العسكري كابول 2017
الهجوم على المستشفى العسكري في كابول في يوم 8 مارس 2017 تعرض مستشفى سردار داود خان في كابول عاصمة أفغانستان لهجوم من قبل مجموعة من المسلحين، قُتل في الهجوم 49 شخصاً على الاقل، قُتلوا في هجوم دام ساعات، بينما تم إحصاء 63 حالة تأثرت بجروح. تبنى تنظيم الدولة الإسلامية (داعش) الهجوم على المستشفى. يقع المستشفى المستهدف البالغ سعته 400 سرير قرب السفارة الأمريكية في كابول. يتبع المستشفى لمنظمة إيميرجنسي الإيطالية غير الحكومية والمتخصص في جراحة الحرب.

## الهجوم
في حوالي الساعة 09:00 بالتوقيت المحلي، فجر انتحاري نفسه في دمر مدخل المستشفى العسكري، ثم بدأ أربعة مهاجمين يرتدون زي العاملين في المجال الطبي بدخول المبنى، وقام المهاجمون بإطلاق النار بشكل عشوائي وفقا لشهود العيان، فتح مسلح يرتدي معطفاً أبيض يحمل كلاشينكوف النار على جميع من في المستشفى من حراس ومرضى وأطباء. احتل المهاجمون المستشفى لمدة سبع ساعات، حتى تمكنت القوات العسكرية التي اقتحمت المستشفى من السطح من قتل المهاجمين. قامت القوات الخاصة النرويجية المتمركزة في كابول بدعم عملية اقتحام المستشفى، على الرغم من عدم مشاركتهم في القتال.
ووفقا للمتحدث باسم وزارة الدفاع اللواء دولت وزيري، صرح في بيان أدلى به بعد تطهير المستشفى من المهاجمين بفترة وجيزة، بأن ما يقرب من ثلاثين شخصاً قتلوا وتم إصابة خمسين جريحاً. في يوم 9 مارس قال سليم رسولي مدير مستشفى كابول أن عدد القتلى ارتفع إلى 49 قتل، مع إصابة 63 جريح.

## بعد الهجوم
قامت وكالة أعماق الإخبارية التابعة للدولة الإسلامية، بتوزيع صور المهاجمين والضحايا، قامت مجموعة سايت للاستخبارات برصد أنشطت الجماعات الإرهابية على الإنترنت، والطريقة المنظمة التي من خلالها حملت المسؤولية لتنظيم الدولة الإسلامية مسؤولية الهجوم. أصدر الرئيس الأفغاني أشرف غاني والرئيس التنفيذي عبد الله عبد الله بيانان أدانا فيه الهجوم، قال الرئيس الأفغاني أشرف غني: إن الهجوم داس كل القيم الإنسانية، فالمستشفى في جميع الأديان يعد موقعا منيعا، ومهاجمته تعني مهاجمة أفغانستان كلها، وندد عبد الله عبد الله بالهجوم على موقع تويتر وتعهد بالثأر لدم لشعبنا. كما أدانت الأمم المتحدة الهجوم في بيان رسمي.